# Chaumes-en-Retz
Chaumes-en-Retz község Franciaország Loire mente régiójában, Loire-Atlantique megyében. Új községként 2016. január 1-jén jött létre Arthon-en-Retz és Chéméré község egyesítésével. A korábbi községek egyesülésekor az új község lélekszáma 6509 fő lett. Lakosainak száma 7288 fő (2022. január 1.).

## Népesség
| Lakosok száma | 6759 | 6827 | 6895 | 7049 | 7184 | 7288 |
|               | 2017 | 2018 | 2019 | 2020 | 2021 | 2022 |